# Canal Sur 2
Canal Sur 2 és la segona cadena de televisió pública d'Andalusia, el qual el seu primer dia d'emissió el 5 de juny de 1998.
Amb el Canal 2 Andalucía, l'oferta televisiva de la RTVA es va dividir, on es va quedar Canal Sur com una televisió de caràcter general i entreteniment, mentrestant Canal 2 Andalucía se centraria més en una programació cultural i divulgativa, amb una especial atenció a les franges infantils i esportives. Des l'1 d'octubre de 2012, la cadena està sense programació pròpia. Ja que la Junta d'Andalusia no té prou diners per mantenir-la, s'espera reobrir la seva programació en un futur.

## Història
La cadena va néixer el 5 de juny de 1998 amb l'objectiu de diversificar l'oferta autonòmica andalusa dins el panorama televisiu.
Així, aquesta cadena, que als seus inicis comptava amb unes 18 hores diàries d'emissió, des de les 9 del matí fins a les 2 de la nit, es va dirigir a un públic més juvenil i de mitjana edat, amb programes documentals, informatius, infantils, etc.

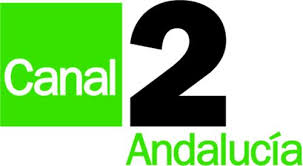
Logotip usat des del 1998 fins al 2008.
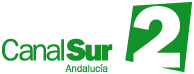
Logotip usat des del 2008 fins al 2011.
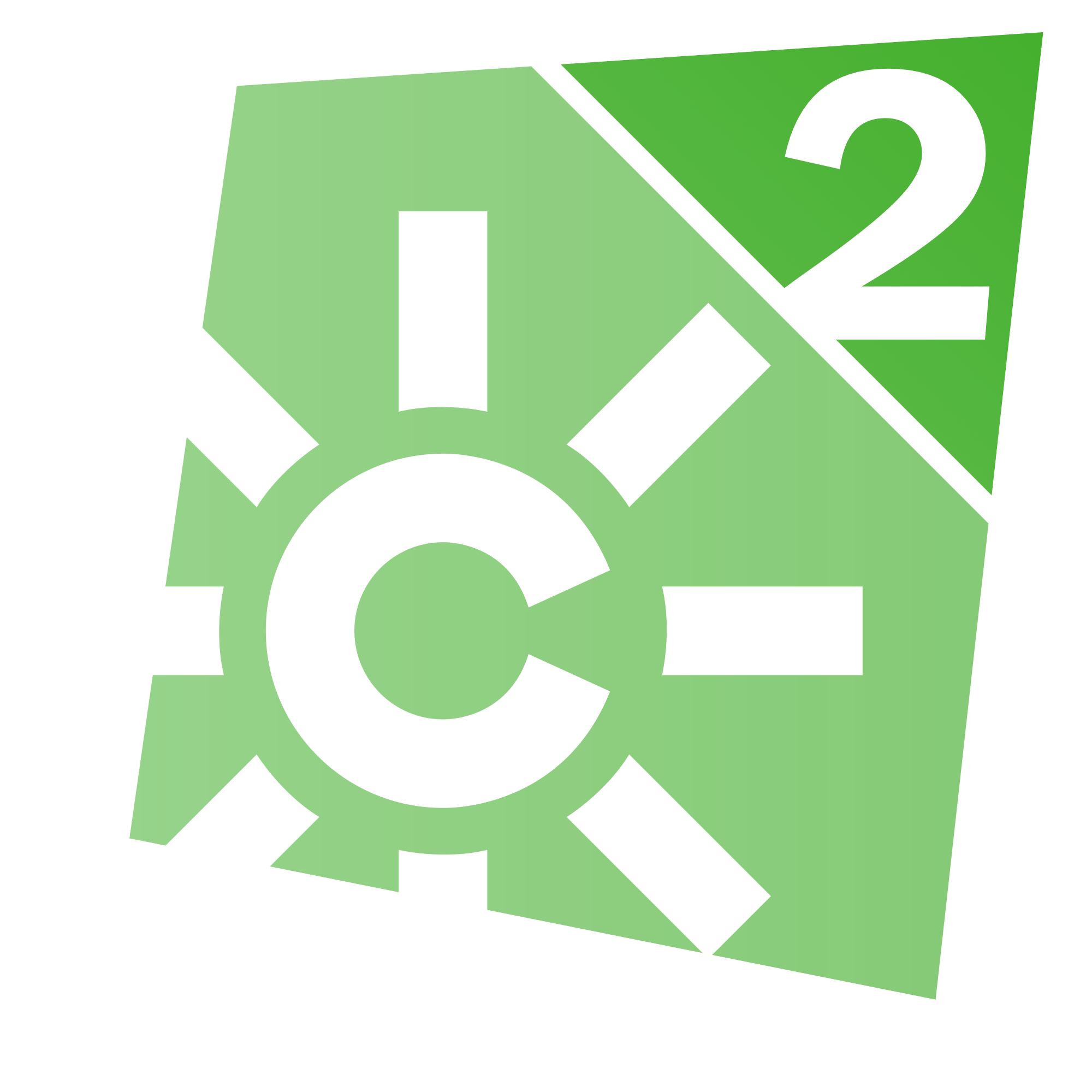
Logotip usat des del 2011 fins al 2012.
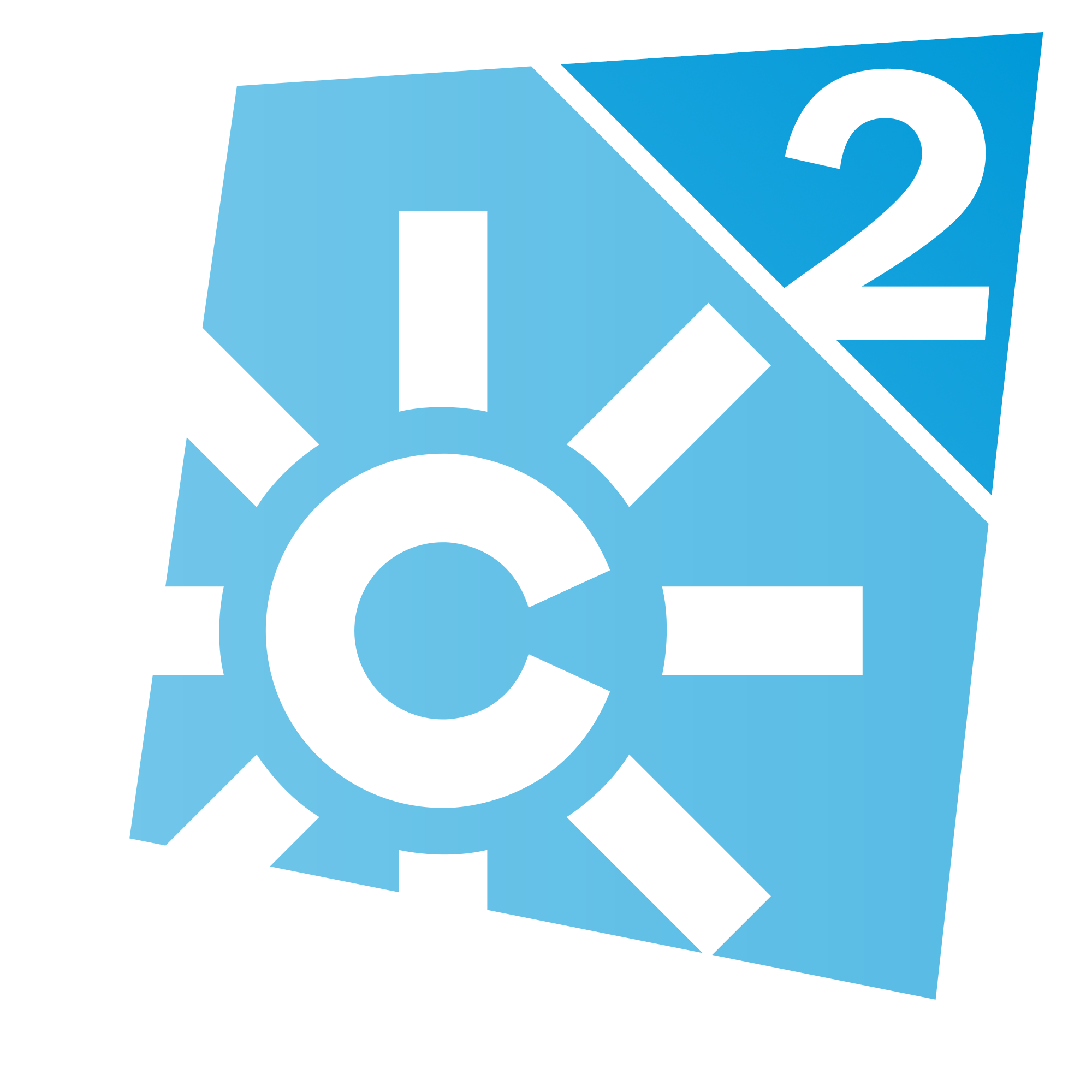
Logotip usat des del 2012 fins al 2017.
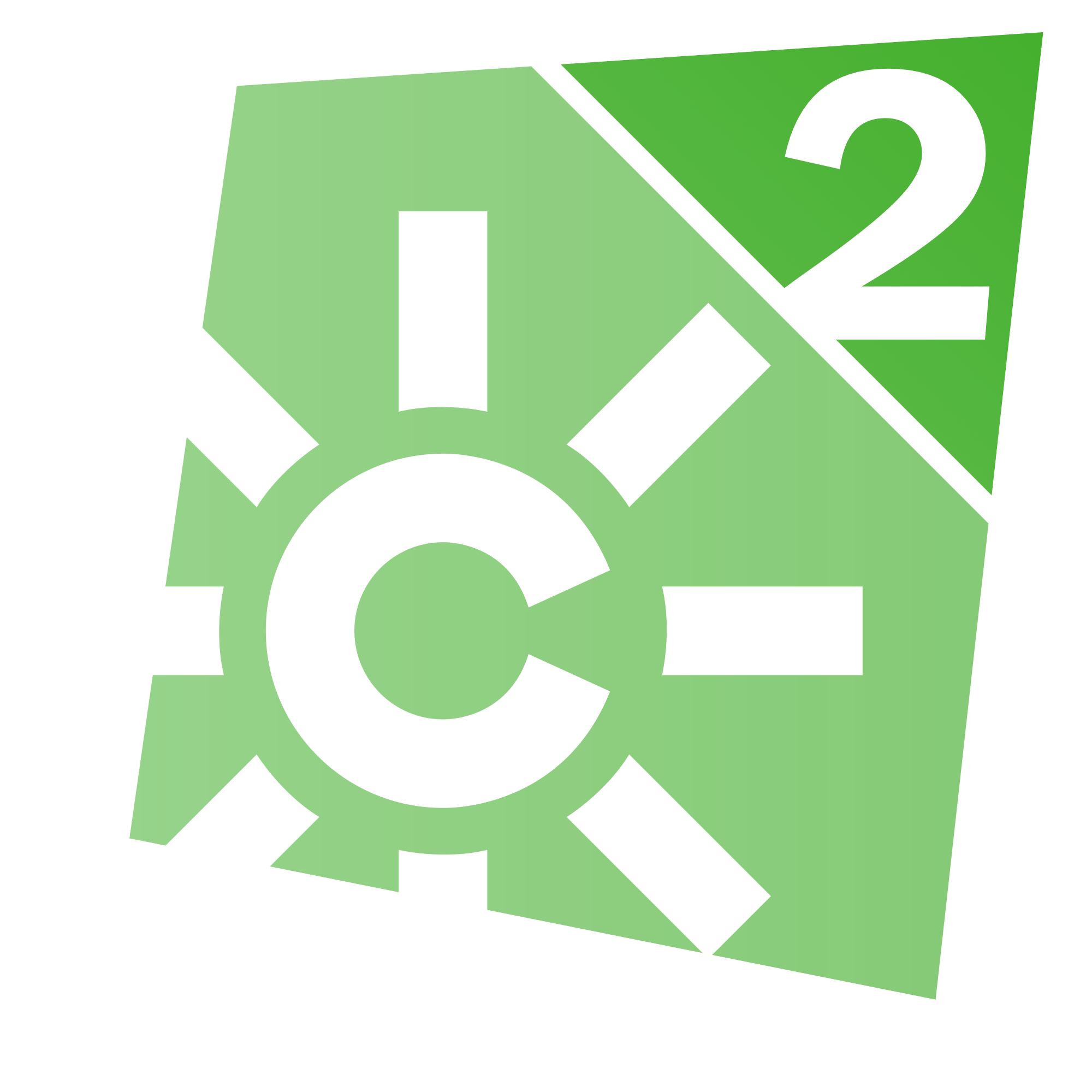
Logotip usat des del 2017.

## Canal 2 en l'actualitat
En l'actualitat el programa insígnia de la cadena és "La banda", dirigit a un públic infantil i amb una durada de 5 hores i d'emissió diària. Això sí, cal dir que els caps de setmana la duració del programa s'escurça.

Altres programes d'interès que emet la cadena són "Espacio Protegido", "Tododeporte", "La noche al día", "Telenoticias", "Telesigno", "Retratos" (documental de caràcter autobiogràfic), "A caballo", entre d'altres.
Des l'1 d'octubre de 2012, la cadena està sense programació pròpia. Emetent els continguts de Canal Sur per a persones sordes.